# Opération Junction City
Guerre du Viêt Nam
Batailles
L’opération Junction City est une opération aéroportée de 82 jours menée par les États-Unis et le Sud-Viêt Nam pendant la guerre du Viêt Nam. Se déroulant du 22 février au 14 mai 1967, l'opération fut un échec, ses objectifs n'ayant pas été clairement établis.

## Contexte historique

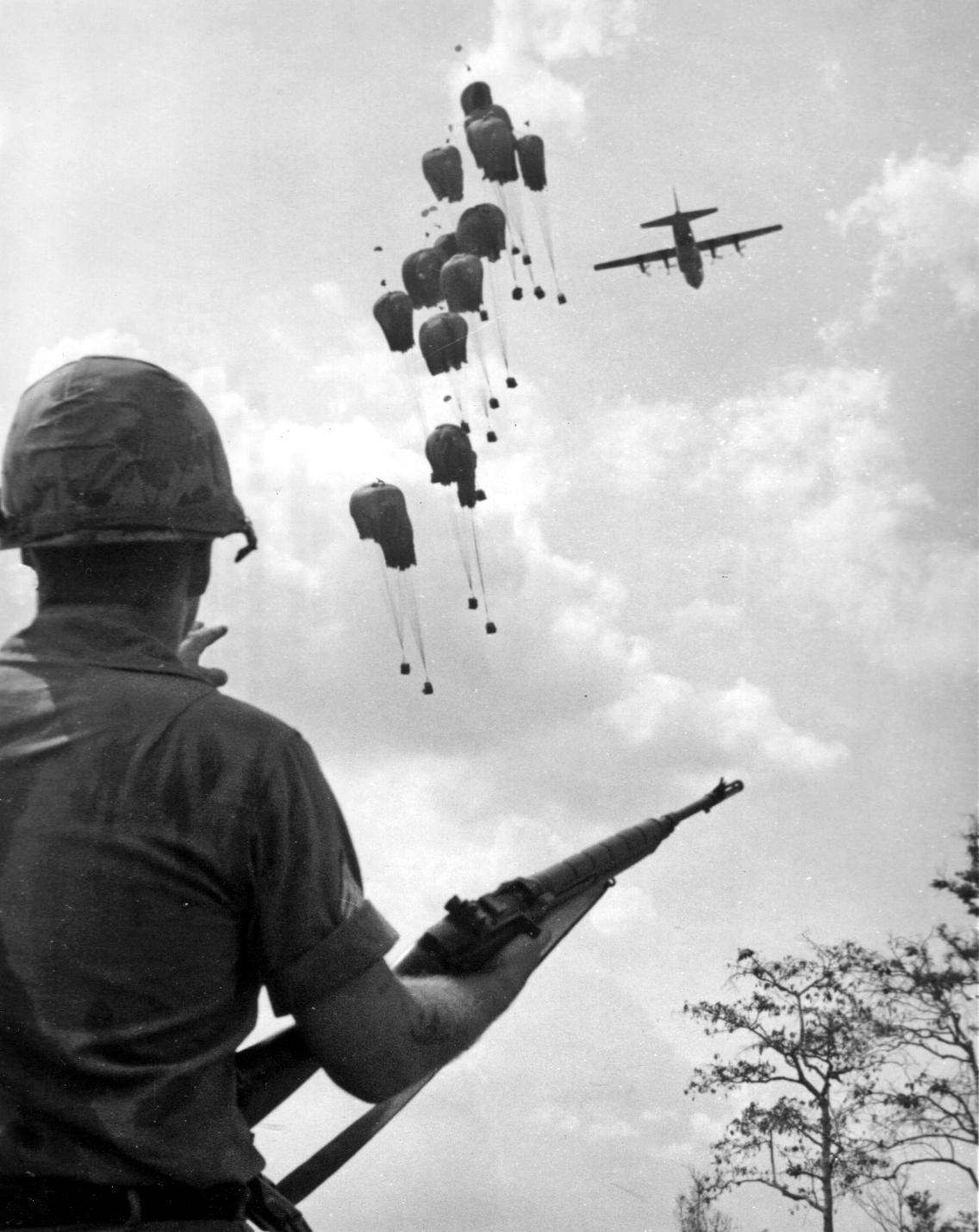
Largage d'approvisionnements lors de l'opération.

En janvier 1967 eurent lieu les premiers engagements américains dans le « Triangle de Fer », au nord-ouest de Saigon, où étaient infiltrés de nombreux éléments du FNL (Việt Cộng), dans les tunnels de Củ Chi notamment.
Pendant toute l'année 1967, les bombardements se poursuivirent sur le Nord-Viêt Nam. Les effectifs américains stationnés au Sud atteignirent 510 000 hommes, auxquels s'ajoutaient 40 000 hommes de l'USAF basés en Thaïlande et 30 000 autres des formations de la 7e Flotte américaine. Tây Ninh, frontalière du Cambodge et située près de la Piste Hô Chi Minh, constituait un véritable repère du FNL, d'où la nécessité de sécuriser la province.

## Déroulement de l'opération
Elle se déroula du 22 février au 14 mai 1967 dans la province de Tây Ninh. Il s'agit de la plus importante opération aéroportée menée par l'armée américaine depuis l'opération Market Garden lors de la Seconde Guerre mondiale et la première depuis l'opération Tomahawk le 23 mars 1951 durant la guerre de Corée. Elle fut un échec stratégique.
L'ARVN et l'US Army perdirent 282 hommes, tandis que les pertes du Nord-Viêt Nam et du FNL sont estimées à 2 728 tués et blessés[réf. nécessaire].